# Payo Solá
Gustavo Adolfo Solá, más conocido como El Payo Solá (1908-1962), fue un compositor, bandoneonista y guitarrista salteño, intérprete de música folklórica de Argentina escrita en su totalidad por él mismo. Está considerado como uno de los precursores del boom del folklore argentino producido a partir de la década de 1950. Es autor de canciones que integran el cancionero folklórico tradicional como «La marrupeña» y «La Solís Pizarro». Su hijo, Juan José Solá, «el Payito Solá», escribió en su homenaje la zamba «Carpas de Salta», mientras que Horacio Aguirre y Hugo Alarcón compusieron «El que toca nunca baila», que lo menciona atribuyéndole la frase del título.

## Biografía
Nacido en Cafayate, provincia de Salta, el 31 de enero de 1908, fue hijo de maestros de escuela. Desde niño aprendió a tocar guitarra, piano, violín y bandoneón. Desde 1940 integró diversas formaciones musicales como la orquesta Re-Fa-Si, guitarrista del dúo Miranda-Bonier, la agrupación de Veinte Guitarras, el Dúo Romance de guitarras con Ernesto Cabeza, etc.
En 1952 ganó un concurso provincial de zamba, interpretando «Zamba del ausente», de César Perdiguero y Manuel J. Castilla. En 1954 fue contratado por el sello Odeón, radicándose en Buenos Aires. Grabó entonces algunas de sus zambas más conocidas como «La Marrupeña» (dedicada a su amigo Poncho Marrupe) y «La Solís Pizarro» (dedicada al poeta José Solís Pizarro). Comenzaron a actuar con él también sus hijos María Cristina en el bombo y Juan José, el Payito, en guitarra. Luego grabó para la discográfíca Philips temas como «Cuequita de los Coyas», «Regresando», «Pajarillo cruceño» y «El charanguero», interpretados por el dúo formado por sus hijas María Cristina y María Teresa Solá (Terucha).
En la segunda mitad de la década de 1950 formó el conjunto Los Musiqueros del Tiempo de Ñaupa, con Polo Giménez (piano), Atuto Mercau Soria (guitarra) y él mismo (bandoneón), con las voces de Pepe Consoli y Abel Figueroa, este último también en guitarra.
En 1961 su hijo Juan José Solá, conocido como El Payito Solá, compuso una canción dedicada a su padre que quiso inicialmente titular «Zamba para mi tata», pero como ese título ya existía la tituló finalmente «Carpa salteña», conocida más ampliamente como «Carpas de Salta». La canción, que se volvió un clásico salteño, evoca el ambiente de las carpas de música y baile características de Salta, que animaba su padre:

Carpas de Salta
las vuelvo a recordar,
bandoneón y guitarra,
zambas para bailar.
"Carpas de Salta", de Juan José Solá.

El Payo Solá falleció en Banfield, Buenos Aires, el 19 de marzo de 1962, cuando solo contaba con 54 años de edad.

## Memoria
El Payo Solá es recordado en diversas canciones.
En 1965, Oscar Valles, de Los Cantores de Quilla Huasi, compuso la zamba "Del mismo palo":

Mi padre fue guitarrero
cantor de madrugadas,
cumpa del Payo Solá,
churo carpero de Salta.
"Del mismo palo", de Oscar Valles.

En 1970 Atahualpa Yupanqui y Paula Nenette Pepín (bajo el seudónimo de "Pablo del Cerro") compusieron "La Payo Solá", una zamba grabada el 15 de julio de 1970:

Un Marzo de vientos y sombras
se llevó las manos del Payo Solá.
Lo lloran los gauchos pobres,
los runas curtidos de la soledad.
"La Payo Solá". Letra: Atahulpa Yupanqui; música: Pablo del Cerro.

Horacio Aguirre y Hugo Alarcón escribieron la famosa zamba que inmortalizó al Payo Solá:

"El que toca nunca baila",
lo dijo el Payo Solá.
"El que toca nunca baila", de Horacio Aguirre y Hugo Alarcón.

En 1997, su hija Terucha y su hijo, el Payito Solá, compusieron la zamba «Cafayate hecha nostalgia», en la que recuerdan a su padre en Cafayate, la tierra en que naciera. Ese año, la canción ganó el concurso de zambas realizado en Salta en la Carpa de Abán y en una de sus estrofas dice:

Y al salir de Cafayate
se me afloja el corazón
viendo el Payo en la alameda
que me va diciendo adiós.
"Cafayate hecha nostalgia", de Terucha Solá y Juan José Solá.

## Relaciones familiares
Sus hijos Juan José Solá, Terucha Solá y María Cristina Solá, Su nieta María Inés Solá, su sobrino bisnieto Federico Solá, también son músicos.

### Para oír
- "Tacita de plata", El Payo Solá y su conjunto, YouTube.

- Datos: Q5548941